# Caterpillar Vol.2
Caterpillar Vol.2 è una compilation di brani trasmessi nella seconda edizione della trasmissione radiofonica Caterpillar, in onda su Radio 2. La compilation fa parte della serie dal titolo Caterpillar. Quando il fine giustifica gli automezzi ed è stata pubblicata nell'estate del 1999. Il disco contiene 17 brani di autori vari e si chiude con la sigla della trasmissione radiofonica, scritto dalla Banda Osiris.

## Autori presenti sul disco
La raccolta presenta musiche del Sud America con la rock band colombiana degli Ekhymosis e le loro influenze tratte dalla musica latina e dai gruppi metal degli anni 80, con l'autore e percussionista brasiliano Tony Mola e il suo gruppo Bragada che mescolano Hip hop e Salsa con i ritmi tradizionali della Samba e del Forró, con il compositore, musicista e cantante cubano Compay Segundo.
Il Sudafrica viene cantato dalle Shikisha, con le loro radici nei canti tradizionali Zulu, Sotho, Xhosa e Shangaan e dalla cantante Sibongile Khumalo. Inoltre, l'Africa è ancora presente con l'angoliano Waldemar Bastos, che combina l'Afropop con il Fado portoghese e con influenze brasiliane.
I gruppi italiani rappresentano stili eterogenei: si va dal mondo comasco delle canzoni di Davide Van De Sfroos alla poesia di Nino Pedretti cantata dalle Voci, dalla musica tradizionale della siciliana Cecilia Pitino al folk napoletano dei Vox Populi. Inoltre, in chiusura della raccolta viene proposta la sigla della trasmissione radiofonica, scritto dalla Banda Osiris sulla contaminazione tra generi musicali e sulla giocosa irriverenza nei confronti della musica colta e dei grandi classici che contraddistingue la produzione del gruppo.
Il mondo francofono è rappresentato dall'autore, compositore, interprete e poli-strumentista congolese-belga Coco Malabar, dal folk-rock dei francesi Louise Attaque, dal mix di pop, blues, rock dell'”uomo banda” Lou Jimm e dal compositore Francis Mounier.
Il disco è completato dal gruppo folk finlandese dei Värttinä e dalle band statunitensi dei King Changó (band ska latino di New York con radici in Venezuela) e Geggy Tah dalla California.

## Tracce
1. Le vent du large di Francis Mounier/L'Occidentale de Fanfare (F. Mounier), Francia, 8:04
2. Maringa Congo di  Coco malabar (Tumba K., Coco malabar), RD del Congo, 3:43
3. Savoir dei Louise Attaque (Gaëtan Roussel, Louise Attaque), Francia, 1:43
4. Khuzani di Shikisha (J. Mathunjwa, D. Webster, B. Hlela), Repubblica Sudafricana, 3:05
5. La Deuda di Ekhymosis (Aristizábal, Tobón), Colombia, 3:12
6. Vem me saciar di Tony Mola & Bragada (G. Risu), Brasile, 3:56
7. Mama Solea di Lou Jimm (L. Jimm), Francia, 4:09
8. Township medley: Tula Ndvile, Meadowlands, Yombela Yombela, Ngi Njenje di Sibongile Khumalo (M. Davsache, S. Vilakazi, V. Ndlazilvane, D. Masuka), Repubblica Sudafricana, 6:59
9. Cau Boi dei Davide Van De Sfroos Band (D.E. Bernasconi), Italia, 4:29
10. Juliancito (tu novia te botó) di Compay Segundo (F. Repilado, L. Hierrezuelo), Cuba, 4:31
11. Emoton di Värttinä (K. Reiman, S. Reiman), Finlandia, 3:24
12. Quien quiera que seas (whoever you are) dei Geggy Tah & King Changó (T. Jordan, G. Kursten, A. Blanco), Stati Uniti/Venezuela, 4:15
13. Sofrimento di Waldemar Bastos (W. Bastos), Angola, 4:02
14. La felicità delle Voci (A. Alessi su poesia di N. Pedretti), Italia, 3:17
15. Spunta ‘na rosa di Cecilia Pitino (tradizionale, M.C. Pitino), Italia, 3:42
16. Lacrime napulitane dei Vox Populi, con Mario Merola e Irina Arozarena (L. Bovio, F. Buongiovanni), Italia, 3:27
17. Caterpillar della Banda Osiris (Carlone, Macri), Italia, 3:39